# 板橋競馬場

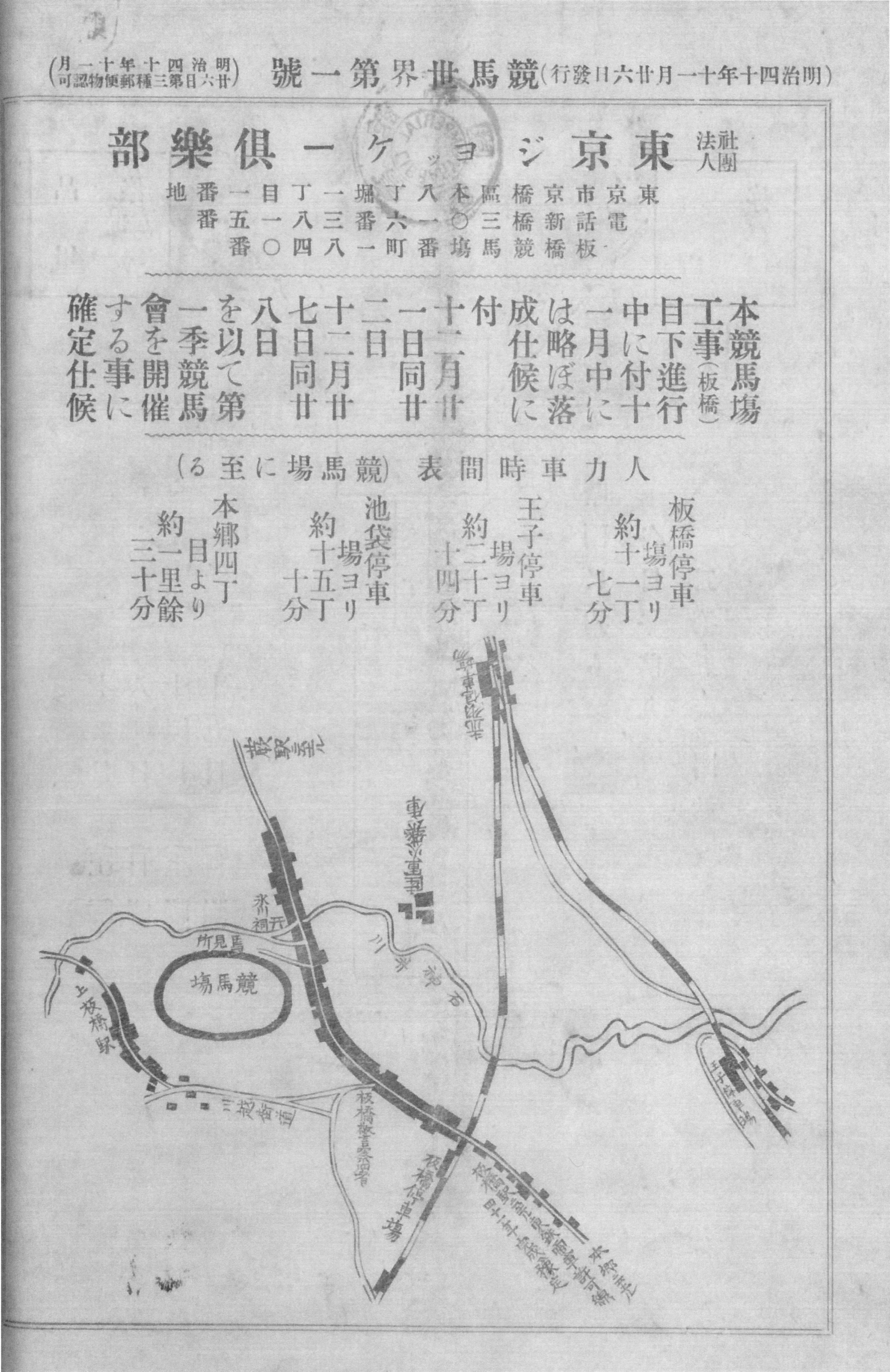
板橋競馬場開業広告『競馬世界』誌1号(1907年 明治40年)巻末。ただし広告した予定日には開業できず翌年3月になる

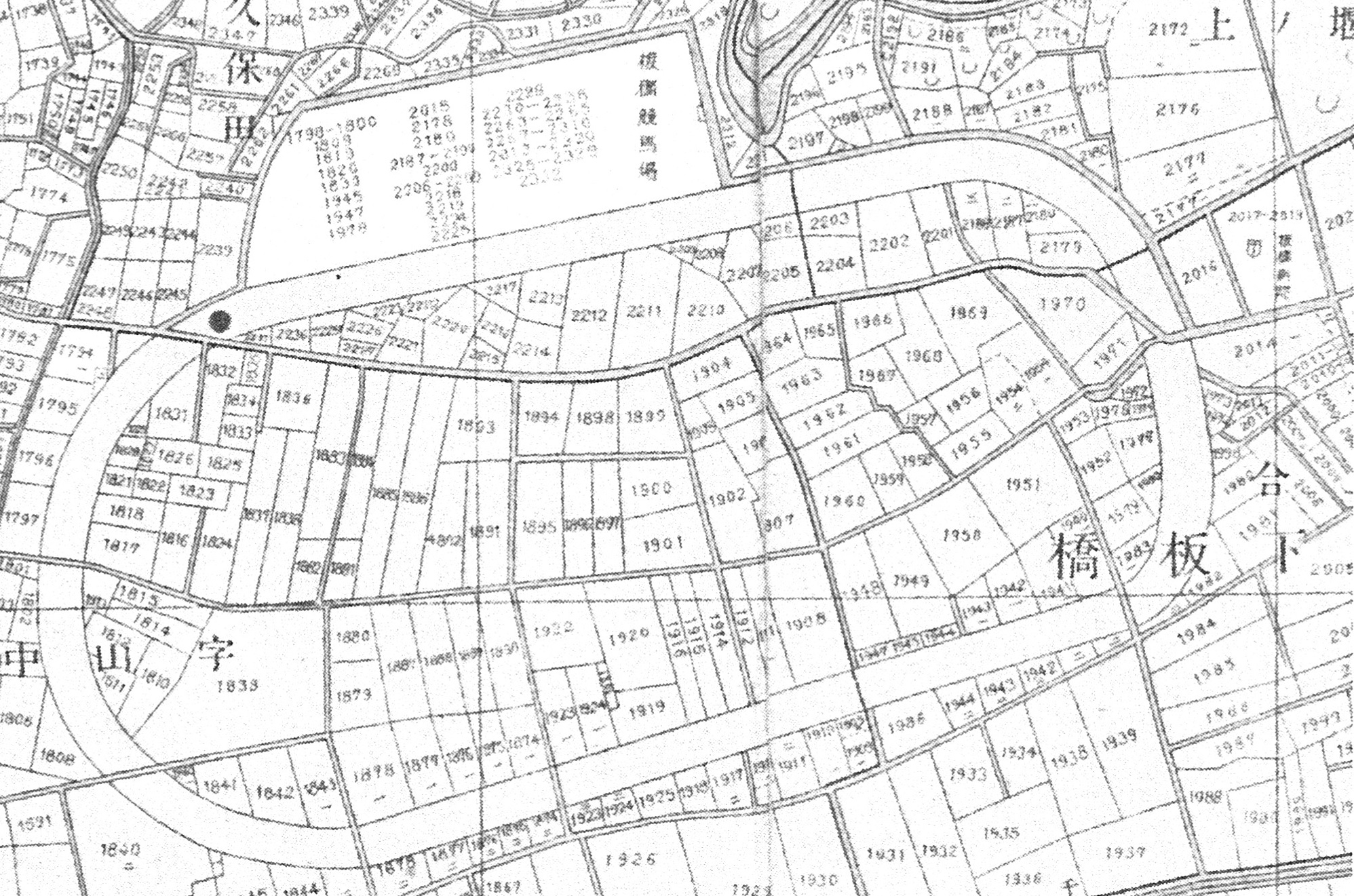
明治44年東京郵政管理局作成図より。前年に競馬場は廃されたが競馬場の形は残っている。

板橋競馬場（いたばしけいばじょう、Itabashi Racecourse）は、馬券黙許時代の1908年（明治41年）から1910年（明治43年）まで東京府北豊島郡板橋町にあった競馬場（2015年現在の板橋区栄町を中心に東は氷川町、西は仲町のあたり）。馬券黙許を機に企画され、競馬の主催者は尾崎行雄が会頭を務める東京ジョッケー倶楽部。板橋競馬場で競馬が行われたのは実際には1908年（明治41年）の1年のみである（板橋競馬場の第一回競馬は明治40年秋季開催として行われたが実際の開催日時は1908年〈明治41年〉3月）。板橋競馬場での競馬開催は合計で3回計11日間開催されたのみである。
1910年（明治43年）馬券の再禁止を受けて東京近郊の4つの競馬場（池上、川崎、目黒、板橋）の運営組織は1つに合同して東京競馬倶楽部が発足し、東京競馬倶楽部が目黒競馬場の使用を決定したと同時に廃止された。
競馬会が作成した資料は大部分が焼失しているため、現代では詳細は不明であることが多いが、八百長の横行や運営会社の内紛、馬場・施設の劣悪さなどの悪評が多く伝わっている。

## 前史
明治末までの日本では、馬券発売を伴う競馬は外国人が経営する横浜競馬場でのみ行われていたが（横浜競馬場を例外として、明治時代には賭博は一切禁止されている）、軍馬に使った日本馬の劣悪さに悩んだ軍や政府の馬匹改良を求める声が高まる中、馬匹改良の手段として馬券発売を伴った競馬の開催を認める機運が高まっていった。この機運が熟する中で認可を得た東京競馬会は1906年 (明治39年)11月池上競馬場を開場させる。馬券黙許時代の始まりである。第一回池上競馬は大成功を収め、東京競馬会は多大な利益を手にする。池上競馬が多大な利益を上げたのを見て全国各地で競馬場建設が企画され、1908年 (明治41年)には全国で15か所の競馬場で馬券を売る競馬が行われた。賭博というものに免疫のなかった明治の日本人は賭博の魅力に取りつかれ、馬券黙許時代は日本競馬史のなかで「競馬の狂乱時代」とも言われる混乱に満ちた競馬ブームを引き起こした。

## 認可
東京市長尾崎行雄を会頭とする東京ジョッケー倶楽部は1907年 (明治40年)8月29日認可を得た。競馬場は日本産馬株式会社が建設する予定の板橋競馬場である。（馬券黙許時代、横浜と池上以外の全国の競馬場では競馬を実施する競馬会と競馬場の所有会社を分けた。公益法人である競馬会は利益を自由に処分できないので、競馬場の所有会社に甚だしく高額な使用料を払う形で自由に処分できる利益を手にしたのである。もちろん競馬場所有会社は競馬会のトンネル会社である。）
東京ジョッケー倶楽部は第一回競馬を1907年 (明治40年)に行う予定でいた。しかし、すでに行われていた他の競馬で賭博の弊害が出ていたため政府当局は認可を渋る。交渉の末に認可はされたが、東京ジョッケー倶楽部は1907年 (明治40年)に行う予定の明治40年秋季競馬を工事が遅れたとして翌3月に行う。明治41年3月に行われた競馬を明治40年秋季の名目にしたのは競馬開催は年2回（春と秋各4日間）までと決められていたからである。翌3月に行われた競馬を明治40年秋季開催だという名目にすれば、明治41年内に3回開催できる。
競馬場の経営会社の設立にも横領や不正が絡んでいる。馬券発売を見込んで創立された帝国競馬会社は設立発起人が資金を横領し事務員などにも使い込みがあったとして紛争になった（本来は板橋競馬場は無関係）。これの処理に困った馬政局は折から認可を求めてきた新会社日本産馬株式会社にこれを引き受けさせ吸収合併させる。このあたりの経緯は不明な点も多いが当初は帝国競馬会社を受け入れることを嫌がっていた東京ジョッケー倶楽部は結局は馬政局の指示を受け入れる。横領など不正に関わったとされる帝国競馬会社側からも多くの人間が日本産馬株式会社に参加している。横領の被害者側は新会社設立を無効として訴訟に及ぶ。板橋競馬場の所有会社（東京ジョッケー倶楽部のトンネル会社）である日本産馬株式会社は発足時から訴訟を起こされていたわけである。当時の競馬雑誌『馬匹世界』では東京ジョッケー倶楽部の幹部たちを前科者だの猿に衣裳だのと罵倒している。

## 施設
競馬会が作成した資料の大部分が現存していないため、詳細は不明であることが多いが、当時の競馬雑誌の報道では競馬場は板橋停車場（現在の板橋駅）から11丁（約1.2キロメートル）先にあるとされていたが、実際の距離は11丁より遠い距離にあったとされる。馬場は長円形で1周1マイルで北側に馬見所（メインスタンド）があり、傾斜が2か所ある。馬場に傾斜があることから、競走馬の力を試すのに適した馬場だとされている。馬見所は1号館と2号館があり、900坪あまり、厩舎は600坪でおよそ200頭収容。馬見所は急ごしらえになっていたため、粗末な荒木作りで席は座ると、軋む作りだったといわれている。また、馬券売り場や掲示板の類、販売されていた弁当までもが粗末だったと当時の競馬雑誌に酷評されている。馬場も土が粘土質になっていたため、降雨にあった第一回競馬では泥濘になった。スタートはスタートライン上に張ったロープを跳ね上げる方式で、この方式による不正が行われた。現代のスターティングゲートと異なり、すべての馬が前を向いて並んでいるわけではないため、競馬会側が勝たせたくない馬が後ろや横を向いたタイミングでスタートさせることができるためとされている。

## 第一回開催
板橋競馬の第一回は1908年 (明治41年) 3月28日・29日、4月4日・5日に行われた。いずれも土曜・日曜である。4日間とも1日あたり11レースが行われている。競馬は内国産馬と豪州産馬では力が異なるため、内国産馬限定レースと豪州産馬限定レースを分けて行われている。天候は2日目の曇天以外は雨で一帯の地盤は粘土質の為、競馬場の内外が泥濘膝を没するという状態となり観客も泥にまみれ、馬も泥濘に足を取られ落馬が続出したという。交通の足となる人力車も高額な料金を吹っ掛けたが、車夫がいうには雨中このすべりやすい泥濘の中を車を引いて走るのは命がけなので危険手当もあるとのことで、これを報じる競馬雑誌も一理あると書いている。
記念すべき初日の第1レースは内国産抽籤馬未勝利馬戦で5頭立て、距離は3/4マイル1着賞金は400円、2着賞金100円で行われた。勝ち馬は6歳牡馬のコクブ号、タイムは1分35秒4。
第2レースは豪州産馬のレースで6頭立て距離は3/4マイル、1着賞金は500円、2着賞金125円、3着賞金は75円。勝利した長齢牝馬のカウンテス号のタイムは1分27秒2。
第3レースは内国産馬12頭立て、3/4マイル、1着賞金は600円、2着賞金150円、3着賞金は75円。勝利した6歳牡馬のホクモン号のタイムは1分33秒。
という具合に行われ、内国産馬のレースと豪州産馬のレースが交互に行われ、距離も1マイルや1.5マイルなどさまざまである。

## 観客
競馬会が作成した資料は大部分が焼失しているため、入場者数などのデータは不明である。ただし、雨で泥沼になっているにもかかわらず、多くの観客が押し寄せ、競馬に熱狂していたという。
当時の新聞では婦人客が多かったとしている（数字はあげられていないが、婦人客の多さには関しては複数の報道がされている）。政府は賭博の弊害を抑えるため観客の選別を行う。馬政局口達では入場できるのは紳士・淑女に限るとし、入場料を高価にし、乱れた服装の者は入れない方策がどの競馬場にも義務付けられている。入場料は1等5円、2等3円で馬券は1枚10円である（1909年(明治42年)の映画館の入場料が15銭の時代である）。しかしながら、服装を整え小金さえ持っていれば入場できたため、競馬場は政府の思惑通りには上品な場とはならず、いかがわしい空間に変貌した。ただし、板橋競馬場だけでなく、当時の競馬場も同じ状況になっていた。

## 八百長疑惑
馬券黙許時代、各競馬場で八百長や払い戻しの不正などの疑惑がわいたが、板橋競馬場では初日から連日、露骨な八百長が行われたと指弾の的になっている。
当時の競馬雑誌『馬匹世界』（雑誌『競馬世界』の改題)では1908年（明治41年）発刊の毎号で東京ジョッケー倶楽部幹部で馬主の槙田吉一郎を八百長を行ったとして激しく非難し、槙田吉一郎を（八百長にかけて）八百吉、東京ジョッケー倶楽部を東京詐欺師倶楽部と口汚く罵っている。
競馬雑誌『馬匹世界』によると槙田吉一郎は持ち馬アームルースとハツネ（名義は他人名義にしているが実際の馬主は槙田）を板橋競馬初日の同じレースに出場させた。アームルースは強い馬なので人気が集中する。ハツネは弱いので人気薄だったが、槙田はハツネの馬券を大量に買ったうえで、レースではアームルースにわざと負けさせ、ハツネが勝利したとしている（アームルースとハツネ以外には弱い馬しか出ていない）。2日目から4日目にかけても同じ2頭を連日同じレースに出し、槙田は持ち馬のなかで勝った方の馬券だけをいつも大量購入していたという。
槙田吉一郎ばかりではなく、東京ジョッケー倶楽部会員の持ち馬と非会員の持ち馬がきわどい勝負になると判定は必ず東京ジョッケー倶楽部会員の持ち馬の勝ちになったという。また、当時のスタートはスタートライン上に張ったロープを跳ね上げる方式だったので、東京ジョッケー倶楽部の非会員の有力持ち馬が後ろや横を向いたタイミングでスタートさせることも行われたという。不正は騎手同士でも行われ、弱い馬をわざと勝たせていたという。騎手自身が賭け金に手を出すことが出来たからだという（現代の競馬では関係者が馬券を買うことは禁じられている）。
発馬係や検定係を務めていた外国人は板橋競馬場の不正があまりに酷いので憤慨して辞任したという。
これらの不正が真実として行われたかどうかは現代ではわからないものの、不正の疑惑は板橋だけではなくすべての競馬場で噂され、この時代の競馬では不正が横行しているということは世の共通認識になり、競馬雑誌ばかりではなく新聞各紙を含めて競馬は世の指弾の的になっている。マスコミ各紙は競馬の不正を激しく非難するとともに馬券廃止運動を繰り広げていく。

## 開催日
規則で競馬は年に春・秋の2季開催各4日間までと決められていた。1908年 (明治41年)東京近郊には6つの競馬場（松戸、板橋、目黒、池上、川崎、横浜）があったのでこれらは日程が重ならないように調整していた。
1908年春シーズンは板橋に始まり、ただし板橋初回は前年度の繰り越しとしたので、板橋(3/28,29,4/4,5）→目黒(4/12,13,18,19)→川崎(4/25,26,5/2,3)→横浜(5/8,9,15,16)→池上(5/23,24,30,31)→松戸(6/6,7,13,14)→板橋(7/11,12,18,19)の日程で開催された。板橋競馬の1908年春は7/4からの予定だったが降雨の為に1週間順延している。このように馬券黙許時代各競馬場は2週連続で土・日に開催されている。

## 第二回開催
板橋競馬場の第二回目の開催、明治41年春季競馬は1908年7月4日から予定されていたが、降雨の為順延、1908年7月11日からになる。開催日は7月11,12,18,19の4日である。第一回と同じく土曜と日曜の開催で一日毎に11レースずつ行われた。第二回目の板橋競馬は好天に恵まれたが、逆に暑く、日よけや冷水の配置などが行われている。大阪からも馬が参加し京阪神の競馬ファンも多く訪れたという。大阪から参加した豪州馬セッツは板橋競馬場の2400メートルのコースレコードを出している（といっても開場したばかりの競馬場ではあるが）。
初日の第1レースは抽籤内国産馬18頭立てのレースで距離は1マイル。賞金は1着700円、2着200円、3着100円で4歳牡馬の第六サワ号が勝ち、タイムは2分3秒35.などが行われている。

## 馬券禁止
明治の日本では一切の賭博は禁止され、わずかに横浜でのみ例外的に馬券が売られている状況で、一気に全国で無制限の馬券を伴う競馬が開催され出したのである。賭博というものに免疫のなかった日本人は一気に賭博の「興奮と熱狂」につつまれていった。仕事を放りだして競馬場に通い詰める者が続出し、身の丈を超えて多額の馬券を買って破産し娘を売る者、店の金に手を付ける者、泥棒に及ぶ者、競馬で財産を失って首を吊る者が現れた。競馬場側も金儲けに走り、粗雑な運営でクレームが続出し観客が暴れる騒動が頻発する。審判や発馬なども不手際が多く観客の騒ぎになることもあり、競走で八百長すら行われ、それを嗅ぎ取った観客がやはり暴れる、といった騒ぎが続出した。特に営利目的が露骨で粗末な設備と運営が行われた松戸競馬場では競馬場側が配当をごまかすなどの不正な行為を行い、抗議する観客のクレームをやくざを雇って封殺するなどということにまで及んだ。鳴尾では競馬会の内紛や詐欺などが発覚した。そもそも競馬場の許可自体にも贈収賄の噂すら立った。政府は場当たり的に様々な規制を行うが効果なく、大手新聞を始めマスコミは一斉に競馬を攻撃し、マスコミの攻撃は競馬場のみならず馬券を黙許した政府にも及んだ。馬券への世論の風当たりは強く、1908年(明治41年)10月政府は馬券を禁止する。
この馬券禁止が通達された時点で東京近郊の競馬場は松戸で秋季開催が終わり、横浜に場所を移動する所だった。馬券禁止に各競馬場はうろたえ、予定の競馬開催を延期する。

## 第三回競馬
馬券禁止を受けて、結果として最後になる板橋競馬第三回は1908年12月22,23,24の3日間で行われた。入場者は激減し、『馬匹世界』誌14号によると入場券の値段を1等1円、2等50銭と大幅に値下げしたにもかかわらず、初日は2等が4枚しか売れず、2日目にも2等が4枚、3日目には1等が1枚、2等が3枚しか売れなかった。有料入場者のほかに招待客もいたが競馬場は閑古鳥が鳴く。新聞も『作二日目の板橋競馬は初日にも増したる寂しさ只徒に馬主と刑事のみウヨウヨと場内に彷徨するのみ、但此に特筆するべきは何れも上品な(?)奥様達が凡そ二十人も見えた一事だ、之れ或は競馬会の一進歩かも知れぬー読売新聞明治41年12月23日朝刊』と様子を伝えている。レースは3日間とも1日に13レース行われるが賞金額も大きく引き下げられている。
第一レースは東京ジョッケー倶楽部豪州産新馬のレースで7頭立て3/4マイル、賞金は1着が100円、2着が40円、3着が25円で行われ、勝ち馬は5歳牝馬のツイデン、タイムは1分24秒。
第二レースは内国産抽籤馬4頭立てで距離は1マイル。賞金は1着が100円、2着が30円、3着が20円。勝ち馬は4歳牡馬のカチクモ、タイムは2分4秒41。
以下三日間とも賞金額を大幅に減らしながらも13レースずつ行われている。

## 板橋競馬場の閉鎖
1908年 (明治41年)10月の馬券禁止を受けて、全国の競馬関係者は馬券復活運動を起こすが認められず、狂乱の競馬ブームを引き起こした馬券黙許時代は実質2年たらずで終わりになる。日本の競馬は政府の補助金で運営される補助金競馬時代に移る。
1909年 (明治42年)春、政府は東京競馬会（池上）、日本競馬会（目黒）、京浜競馬倶楽部（川崎）、東京ジョッケー倶楽部（板橋）、総武競馬会（松戸）の5者を呼び合同を促す。総武競馬会(松戸)のみはこれに従わなかったが、後の4つは1909年 (明治42年)に合同する仮契約を結んだ。合同して新設される東京競馬倶楽部は各競馬会の資産を総額160万円あまりで購入し、政府は東京競馬倶楽部に20年間毎年8万円あまりの補助金を交付することに決めた。
東京競馬会（池上）、日本競馬会（目黒）、京浜競馬倶楽部（川崎）、東京ジョッケー倶楽部（板橋）の4つが合同して出来た東京競馬倶楽部は、1910年 (明治43年)6月、地形や交通の便から目黒競馬場を使用することに決め、板橋競馬場は廃止された。
1913年（大正2年）、跡地に巣鴨の愛光舎牧場が移転したが、都市化の波に飲み込まれ、牧場は閉鎖された。

## 板橋競馬場のデータ
| 板橋競馬場データ | 板橋競馬場データ | 板橋競馬場データ | 板橋競馬場データ             | 板橋競馬場データ | 板橋競馬場データ | 板橋競馬場データ | 板橋競馬場データ | 板橋競馬場データ     | 板橋競馬場データ | 板橋競馬場データ | 板橋競馬場データ | 板橋競馬場データ |
| 年度             | 場所             | 開催日数         | 開催日                       | 総レース数       | 競走馬数         | 競走馬数         | 競走馬数         | 競走馬数             | 競走馬数         | 競走馬数         | 賞金総額         | 馬券発売         |
| 年度             | 場所             | 開催日数         | 開催日                       | 総レース数       | 内国抽籤馬(新馬) | 内国産抽籤馬     | 内国産馬         | 豪州産抽籤馬（新馬） | 豪州産抽籤馬     | 合計             | 賞金総額         | 馬券発売         |
| ---------------- | ---------------- | ---------------- | ---------------------------- | ---------------- | ---------------- | ---------------- | ---------------- | -------------------- | ---------------- | ---------------- | ---------------- | ---------------- |
| 明治40年         | 秋               | 4                | 明治41年3月28,29日 4月 4,5日 | 44               | 26               | 37               | 39               | 0                    | 38               | 140              | 33,425           | ○                |
| 明治41年         | 春               | 4                | 明治41年7月11,12,18,19日     | 44               | 0                | 39               | 47               | 0                    | 43               | 129              | 39,125           | ○                |
| 明治41年         | 秋               | 3                | 明治41年12月22,23,24日       | 39               | 0                | 63               | 28               | 19                   | 42               | 134              | 6,320            | ×                |

| 板橋競馬場のコースレコード（明治41年春場所まで） | 板橋競馬場のコースレコード（明治41年春場所まで） | 板橋競馬場のコースレコード（明治41年春場所まで） | 板橋競馬場のコースレコード（明治41年春場所まで） | 板橋競馬場のコースレコード（明治41年春場所まで） | 板橋競馬場のコースレコード（明治41年春場所まで） | 板橋競馬場のコースレコード（明治41年春場所まで） |
| 距離                                             | 内国産馬                                         | 内国産馬                                         | 内国産馬                                         | 豪州馬                                           | 豪州馬                                           | 豪州馬                                           |
| 距離                                             | 馬名                                             | 斤量                                             | タイム                                           | 馬名                                             | 斤量                                             | タイム                                           |
| ------------------------------------------------ | ------------------------------------------------ | ------------------------------------------------ | ------------------------------------------------ | ------------------------------------------------ | ------------------------------------------------ | ------------------------------------------------ |
| 3/4マイル                                        | パイカ三世                                       | 133                                              | 1分27秒27                                        | ミツビキ                                         | 147                                              | 1分23秒29                                        |
| 7/8マイル                                        | ハヤセ                                           | 129                                              | 1分51秒                                          | 記録なし                                         | 記録なし                                         | 記録なし                                         |
| 1マイル                                          | カツヒラ                                         | 135                                              | 1分59秒03                                        | アームルース                                     | 147                                              | 1分56秒37                                        |
| 1+1/8マイル                                      | タマノオ                                         | 140                                              | 2分14秒32                                        | シューティングスター                             | 141                                              | 2分8秒39                                         |
| 1+1/4マイル                                      | ハナゾノ                                         | 160                                              | 2分27秒16                                        | バーモントセコンド                               | 118                                              | 2分22秒38                                        |
| 1+1/2マイル                                      | タンチョウ                                       | 133                                              | 3分6秒30                                         | セッツ                                           | 160                                              | 2分52秒28                                        |

※斤量の単位はポンド※内国産7/8マイル以外は41年春場所（7月）にコースレコードが出ている。3月の板橋初回開催では降雨に見舞われたため全般にタイムは遅くなっている。